# Alice Buckton
Alice Mary Buckton (1867-1944) fue una educadora, poetisa, dramaturga comunitaria, feminista y mística inglesa.
En 1899, Buckton fundó una institución educativa froebeliana, Sesame House, en Londres . Su obra de misterio Eager Heart, representada por primera vez en 1903, fue la primera de varias obras de teatro escritas o dirigidas por Buckton. Conversa a la fe bahá'í, recitó una oda para abrir el Primer Congreso Universal de Razas de 1911. Después de comprar el Chalice Well en Glastonbury, lo convirtió en albergue, ayudando a establecer a Glastonbury como un lugar de peregrinación.

## Primeros años de vida
Alice Buckton nació en Haslemere, Surrey el 9 de marzo de 1867. Era la mayor de las siete hijas del entomólogo George Bowdler Buckton, y su esposa Mary Ann Odling.  Llegó a conocer a Alfred Tennyson, quien vivía cerca, y años más tarde todavía usaba una capa que este le había obsequiado.

## Asentamiento y actividad educativa
De joven, Alice Buckton participó en el Acuerdo Universitario de Mujeres que surgió del trabajo de Octavia Hill. Luego se interesó por las ideas educativas de Friedrich Fröbel, y viajó a Alemania para visitar la Casa Pestalozzi-Fröbel . Se las arregló para persuadir a la directora de este lugar, Annet Schepel, para que viniera a Inglaterra y le ayudara a fundar una institución similar en Londres, Sesame Garden and House for Home Life Training en St John's Wood . En una conferencia de 1898,  esbozó un plan para esta nueva institución. Buckton enfatizó la importancia de la maternidad en el pensamiento de Pestalozzi y Fröbel, y declaró que el jardín de infancia formaba parte del "movimiento de la mujer".  Sesame House abrió en 1899, con Patrick Geddes en el comité. Una mujer entrenada en Sesame House fue Lileen Hardy, quien abrió el jardín de infancia gratuito St. Saviour's Child Garden en Edimburgo . En 1902, la escuela de Sesame House tenía sesenta y cinco estudiantes. Buckton y Schepel se convirtieron en compañeras de por vida, viviendo juntas hasta la muerte de Schepel en Glastonbury en 1931.

## Poesía y obras de teatro
En 1901, Buckton publicó su primera colección de poesía, Through Human Eyes. El verso de la colección fue puesto más tarde en música por Gustav Holst como The heart workships. 
La obra de misterio de Buckton Eager Heart se representó por primera vez en el Salón de la Honorable Sociedad de Lincoln's Inn en 1903. La obra fue un éxito inmediato. Tres décadas después, se habían realizado cientos de representaciones y se habían vendido más de 41.000 copias publicadas de la obra.

## Conversión bahahista

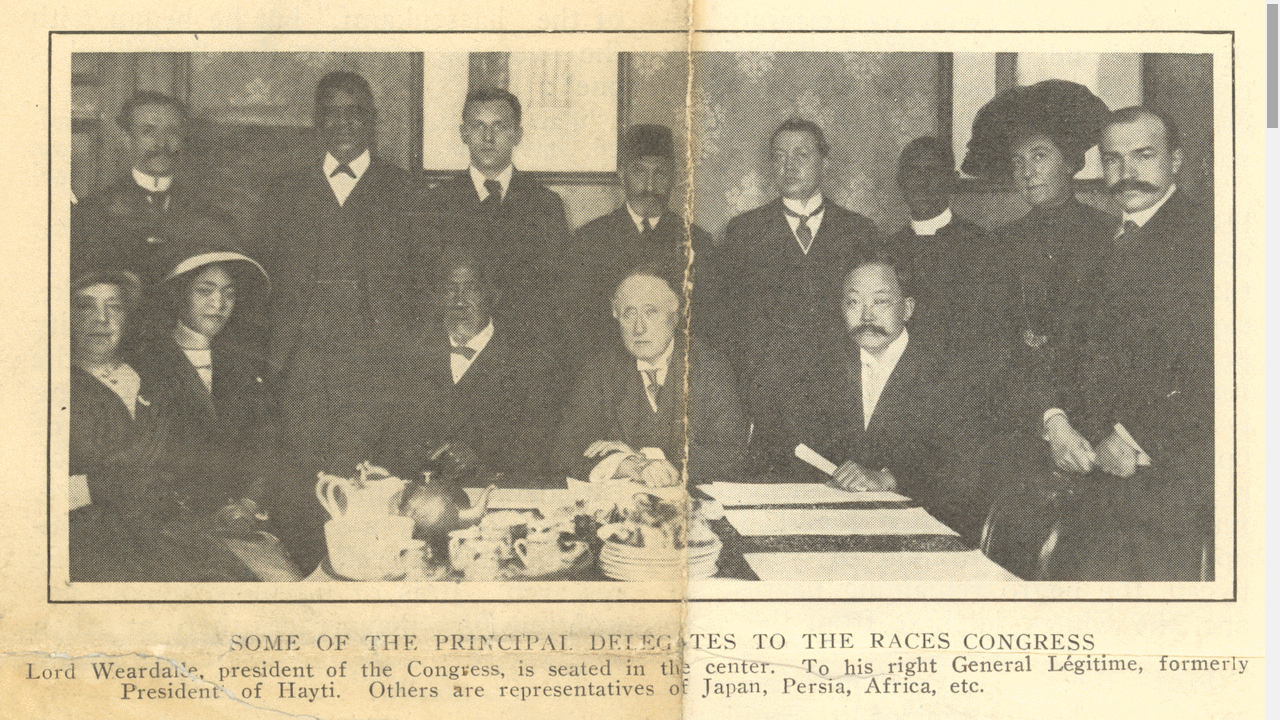
Buckton (segunda de pie a la derecha) como delegada del primer Congreso Universal de Razas, 1911

En 1907, Buckton se involucró en el Bahaísmo .[cita requerida]
Asistió al Primer Congreso Universal de Razas en Londres en 1911, abriendo los procedimientos con una 'Oda a la Salutación' desde Europa, junto con T. Ramakrishna Pillai hablando por el Este y W. E. B. DuBois hablando por África.

## Glastonbury
En 1912, Buckton compró el Chalice Well en Glastonbury. Ella y Schepel abrieron allí un albergue que atraía a peregrinos de todo el mundo, y Buckton continuó viviendo en Glastonbury por el resto de su vida.
En agosto de 1913, Buckton dirigió el desfile de Gwent de Caroline Cannon en el Eisteddfod Nacional de Gales. Al año siguiente, apoyó un festival artúrico en Glastonbury, enfocado en la interpretación de un drama musical de Reginald Buckley, 'El nacimiento de Arturo'. Ella misma escribió y produjo The Coming of Bride, estrenada en Glastonbury el 6 de agosto de 1914. Asimismo, The Coming of the Dawn fue escrita para ser producida en la Navidad de 1918 por la YWCA .
En 1919, Buckton habló en la Conferencia de Ocio de los Pueblos en Mánchester, describiendo la forma en que la gente corriente de Glastonbury se volcaba a la representación de obras de teatro. Como resultado, el Movimiento Settlement organizó una Fiesta de Mayo en Ancoats, para la cual Buckton escribió una obra alegórica en torno a las figuras del Trabajo, la Belleza y la Alegría.
En 1925, escribió una serie de seis segmentos radiofónicos basados en las leyendas artúricas, interpretados por los Cardiff Station Radio Players con música de Warwick Braithwaite.
En 1938, recibió una pensión civil vitalicia "en reconocimiento por sus servicios a la literatura y a los servicios prestados por su padre".

## Obras
- 'Sesame Child Garden and House for Home Training', Child Life, vol. 1, núm. 1 (1899), págs. 32–36
- A través de ojos humanos: poemas. Oxford: Prensa de Daniel, 1901. Con un poema introductorio de Robert Bridges.
- Corazón ansioso: un misterio navideño. Londres: Methuen, 1904.
- La carga de Engela: una balada-épica . Londres: Methuen, 1904.
- El pastor de Wydon cayó : una balada del País del Norte . Londres: E. Mathews, 1905.
- Reyes en Babilonia: un drama, Londres: Methuen, 1906.
- Jardín de muchas aguas, una mascarada. Londres: Mathews, 1907.
- Canciones de alegría. Londres: Methuen, 1908.
- 'Orden de servicio para la reunión del día de Saint Bride', The Forerunner, No. 4 (julio de 1909)
- Oda al Primer Congreso Universal de Razas, Estrella de Occidente, vol. 2, núm. 9 (20 de agosto de 1911)
- Un catecismo de vida. Londres: Methuen, 1912.
- La venida de la novia: una obra de teatro. Glastonbury: Elliot Stock, 1914.
- La reunión en la puerta. Un interludio navideño . Londres: E. Stock, 1916.
- Amanecer, y otros poemas. Londres: Methuen, 1918.
- El amanecer del día: un desfile. Londres: Triángulo Azul, 1919.

## Otras lecturas
- Tracy Cutting, Beneath the Silent Tor: The Life and Work of Alice Buckton. Glastonbury, 2004.